# Frode Nør Christensen
Frode Nør Christensen (ur. 9 października 1948 w Mindstrup w gminie Vejle) – duński polityk i policjant, w latach 1986–1988 minister, deputowany do Folketingetu, poseł do Parlamentu Europejskiego.

## Życiorys
Absolwent szkoły handlowej, wstąpił następnie do duńskiej policji. Był działaczem Centrum-Demokraterne. W latach 1981–1991 zasiadał w duńskim parlamencie. W latach 1986–1988 był członkiem rządów Poula Schlütera jako minister robót publicznych (1986–1987) i minister transportu (1987–1988). W latach 1989–1994 sprawował mandat eurodeputowanego III kadencji, pełniąc m.in. funkcję wiceprzewodniczącego Komisji ds. Transportu i Turystyki. Kandydował jeszcze do parlamentu z ramienia konserwatystów, po czym powrócił do pracy w policji w Holstebro. Wkrótce musiał przejść na emeryturę z uwagi na postępującą chorobę Ménière’a. Został później członkiem rady parafialnej w Hodsager.
Komandor Orderu Danebroga.